# 1992年世界短道速滑团体锦标赛
1992年世界短道速滑团体锦标赛于1992年3月14日-1992年3月15日在日本南牧举行。世界短道速滑团体锦标赛由国际滑冰联盟主办，该组织还举办速度滑冰和花样滑冰世界杯和锦标赛。
男队女队分开比，每队四名选手参加500米和1000米，前四名分别获得5、3、2、1分；每队有两名选手参加3000米，前七名分别获得9、7、6、5、4、3、2分；每场比赛由不同国家的选手组成，接力A组按照排名分别获得14、12、10、8分，接力B组按照排名分别获得8、6、4、2分；一旦犯规，赋予0分。

## 比赛结果
| 项目 | 金牌                                         | 银牌                                                                     | 铜牌                                                    |
| 男子 | · 牟智洙 · 宋在根 · 金琪焄 · 李成旭 · 权英哲 | 義大利 · 米尔科·维耶尔曼 · 奥拉齐奥·法戈内 · 胡戈·赫恩霍夫 · 迭戈·卡塔尼 | 日本 · 河合季信 · 石原辰义 · 川崎努 · 赤坂雄一 · 植松淳 |
| 女子 | · 全利卿 · 李允淑 · 金昭希 · 申素子 · 金良熙 | 日本 · 山田乃玞子 · 竹内洋美 · 内藤三惠 · 佐藤利江 · 渡边鸫              | 中国 · 李琰 · 郑春阳 · 王秀兰 · 李长香                  |

## 积分排名

### 男子
| 排名 | 国家   | 分数 |
| ---- | ------ | ---- |
| 金牌 |        | 79   |
| 銀牌 | 義大利 | 66   |
| 銅牌 | 日本   | 61   |
| 4    | 美国   | 44   |
| 5    | 法國   | 40   |
| 6    |        | 40   |
| 7    | 荷蘭   | 23   |

### 女子
| 排名 | 国家           | 分数 |
| ---- | -------------- | ---- |
| 金牌 |                | 79   |
| 銀牌 | 日本           | 63   |
| 銅牌 | 中国           | 58   |
| 4    |                | 47   |
| 5    | 義大利         | 42   |
| 6    | 獨立國家聯合體 | 41   |
| 7    | 法國           | 24   |

## 另请参阅
- 1992年世界短道速滑锦标赛